# Inspur K-UX
Inspur K-UX — дистрибутив Linux, разработанный китайской компанией Inspur; основан на Red Hat Enterprise Linux.
Версия 1.0 для IA-64 была сертифицирован на соответствие стандарту Linux Standard Base (LSB 4.0) в 2012 году.
В 2012 году версия 2.0 для архитектуры x86-64 была сертифицирована The Open Group на соответствие стандарту UNIX 03 на платформе Inspur Tiansuo K1 (сертификат истёк в 2018 году), в 2016 году сертификат для платформы Inspur TS K1 получила версия 3.0 (истёк в 2019 году).